# Eucoleus fluvidus
Espèce
Eucoleus fluvidus est une espèce de nématodes de la famille des Capillariidae, parasite de mammifères.

## Hôtes
Eucoleus fluvidus parasite le Bandicoot à nez long (Perameles nasuta) et le Bandicoot rayé de l'Est (Perameles gunnii). Chez ces animaux, E. fluvidus a été retrouvé sur l'épithélium lingual, dans l'œsophage et dans l'estomac.

## Répartition
L'espèce est connue de mammifères d'Australie.

## Taxinomie
L'espèce est décrite en 2006 par le parasitologiste australien David M. Spratt.